# Carlos Alberto Solito
Carlos Alberto Solito ou simplesmente Solitinho (São Paulo, 25 de dezembro de 1959 — São Paulo, 21 de novembro de 2016), foi um futebolista brasileiro que atuou como goleiro.
Era irmão mais novo do também goleiro Solito.

## Carreira
Começou no dente-de-leite do Corinthians em 1972. Iniciou sua carreira futebolística como uma promessa para o gol do Timão. Assinou o contrato profissional no segundo semestre de 1980.
Em 1979, chegou a fazer 2 partidas pela Seleção Olimpica.
Aos 21 anos, Solitinho participou, como reserva, da conquista do Campeonato Paulista de 1982. Não conseguiu se manter no gol por conta da irregularidade nos jogos, indo para a reserva. No Corinthians, jogou 34 partidas.
Em julho de 1984, foi emprestado ao Botafogo-SP.
Pelo Santo André, foi o goleiro titular na campanha do Campeonato Paulista de 1985, emprestado pelo Corinthians.
Iniciou o ano de 1986, atuando pelo Colorado no Campeonato Paranaense.
Emprestado pela Internacional de Limeira, entre 1986 e 1987, atuou pela União Barbarense, onde foi titular na campanha da 2ª divisão do Campeonato Paulista em 1986.
Em 1988, chegou ao XV de Piracicaba.
Após aposentadoria, trabalhou no Corinthians como preparador de goleiros da equipe na conquista do Campeonato Brasileiro de 2005. Trabalhou como preparador de goleiros no Grêmio Audax, em 2015.

## Títulos
Corinthians
- Campeonato Paulista: 1982

Seleção Brasileira
- Campeão Jogos Pan-Americanos: 1979

## Morte
Morreu no dia 21 de novembro de 2016, aos 56 anos, na cidade de São Paulo. Solitinho travou por anos duras batalhas contra três tumores: na fossa nasal, na região sacrococcígea e na medula espinhal.